# نقد کار

از سال ۱۸۷۰ میلادی میزان ساعات کار مزدی کاهش یافته و تولید ناخالص داخلی سرانه در حال افزایش بوده است.

در علوم اقتصادی، نقد کار (به انگلیسی:Critique of work یا critique of labour)، شامل انواع نقد و انتقادات از شغل و کار یا درخواست‌های لغو کار است. نقد کار همچنین شامل نقد آن چیزی می‌شود که بعضی منتقدان کار آن را برده‌داری مزدی می‌دانند.
نقد کار می‌تواند رویکردی هستی‌گرایانه داشته باشد و می‌تواند بر موضوعاتی چون بی‌معنابودن کار و شغل و احساس بی‌معنایی در انجام کار، و مانع بودن کار در تحقق خود و خودشکوفایی انسان نیز تمرکز کند. نقد کار می‌تواند نشان دهد که چگونه کار بیش از حد ممکن است به بهره‌وری اقتصادی جامعه یا خود جامعه آسیب برساند. نقد کار همچنین می‌تواند رویکردی فایده‌گرایانه به خود بگیرد که در آن ممکن است کار به سادگی مانع خوشحالی انسان و همچنین سلامتی او تلقی شود.

## تاریخچه
در جهان و فلسفه غرب، بسیاری از متفکران از زمان اوایل تاریخ یونان باستان، کار را نقد کرده یا خواستار لغو و حذف کار بوده‌اند. نمونه‌ای از دیدگاه مخالف این انتقاد، رساله‌ای است که به‌طور ناشناس با عنوان جستاری در مورد تجارت و بازرگانی که در سال ۱۷۷۰ میلادی منتشر شده است. این جستار استدلال می‌کرد که برای شکستن روحیه حس تنبلی و استقلال‌طلبی مردم انگلیس، «خانه‌های کار ایدئال» باید فقرا را زندانی کنند. این خانه‌ها باید به‌عنوان «خانه‌های وحشت» عمل کنند، جایی که باید چهارده ساعت در روز با نادیده گرفتن زمان صرف شده برای غذا خوردن کار کرد.
دیدگاه‌هایی مانند این جستار در دهه‌های بعدی توسط شخصیت‌هایی چون توماس مالتوس ترویج می‌شد. این نوع از دیدگاه منجر به تصویب قانون «Poor Law Amendment Act of 1834» در مجلس بریتانیا در قرن ۱۹ میلادی شد.

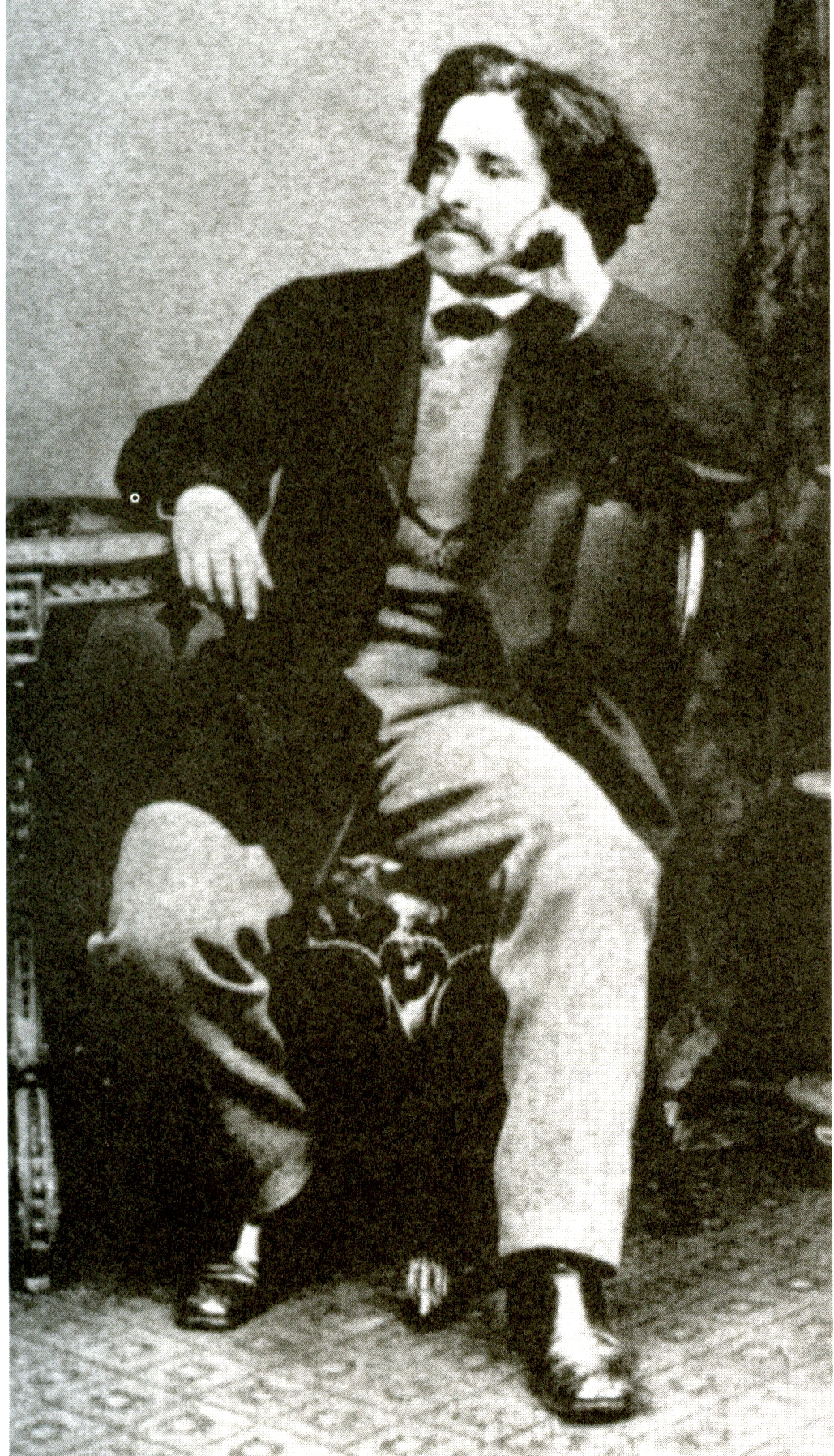
پل لافارگ

نبرد برای کوتاه کردن ساعات کاری به ده ساعت از حدود دهه ۱۸۴۰ میلادی تا حدود سال ۱۹۰۰ میلادی ادامه یافت. با این حال، پیشروی به سمت هشت ساعت کار در روز به‌طور قابل توجهی سریع‌تر پیش رفت، و جنبش‌های اجتماعی کوتاه‌سازی ساعت کار که علیه کار همسو بودند، توانستند دو ساعت ساعت کاری کمتر دیگر را بین اواسط دهه ۱۸۸۰ تا ۱۹۱۹ میلادی را بدست‌آورند. در این دوران دیدگاه‌های اصلاح‌طلبانه استدلال می‌کردند که مکانیزاسیون نه تنها قرار است کالاهای مادی را برای انسان فراهم کند، بلکه مکانیزاسیون قرار است کارگران را از «بردگی» رها کند و آنها را با «وظیفه» لذت بردن از زندگی آشنا کند.
انتظار می‌رفت که با افزایش ظرفیت تولید با کمک صنعتی‌سازی مردم کمتر مشغول کار شوند اما برعکس این موضوع اتفاق افتاد. این انتظار در بسیاری از روشنفکران مانند پل لافارگ در قرن ۱۹م میلادی وجود داشت. جان استوارت میل که دیدگاهی لیبرال داشت نیز پیش‌بینی می‌کرد که رشد جامعه به مرحله‌ای پایانی می‌رسد که در آن مکانیزاسیون تمام نیازهای واقعی انسان را برآورده می‌کند. پل لافارگ استدلال می‌کرد که به نظر می‌رسد وسواس جامعه نسبت به کار به‌طور متناقضی به بهره‌وری اقتصادی آسیب می‌رساند اما با این حال هنوز جامعه از بهره‌وری اقتصادی برای استدلالی در دفاع از کار بیشتر استفاده می‌کرد.
در طول سال ۲۰۲۱ میلادی، جنبش‌های ضد کار رشد سریعی در اینترنت را تجربه کردند. جنبش ضد کار «r/antiwork» در ردیت نمونه‌ای از این رشد است. این جنبش از شعار «بیکاری برای همه و نه فقط برای پولداران!» استفاده می‌کند. تا تاریخ ژوئیه ۲۰۲۲، این جنبش در وبگاه ردیت دارای ۲ میلیون عضو است و به کارگران در اعتصاب شرکت کیلوگ در ۲۰۲۱ میلادی کمک کرده است.

### پل لافارگ
پل لافارگ در کتاب حق تنبلی، استدلال می‌کند که: «این دیوانگی محض است که مردم برای «حق» هشت ساعت کار در روز می‌جنگند. به عبارت دیگر، هشت ساعت بردگی، استثمار و رنج، باید زمانی برای فراغت، شادی و خودشناسی/خودشکوفایی باشد و باید برای آنان جنگید – و تا حد امکان کمترین ساعت بردگی را داشت.»
اتوماسیون در زمان لافارگ راه درازی را طی کرده بود و اتوماسیون در آن زمان به راحتی می‌توانست ساعات کاری را به سه یا چهار ساعت در روز کاهش دهد. این امر بخش بزرگی از روز را برای کارهایی که او به گفته وی ما واقعاً می‌خواهیم انجام دهیم مانند وقت گذرانی با دوستان، استراحت، لذت بردن از زندگی و تنبلی باقی می‌گذاشت. لافارگ استدلال می‌کند که ماشین ناجی بشریت است، اما تنها در صورتی که زمان کاری که آزاد می‌کند به اوقات فراغت تبدیل شود. به گفته وی ماشین می‌تواند ناجی باشد، باید ناجی باشد، اما به ندرت ناجی بشر بوده است. زمانی که با اتوماسیون آزاد می‌شود طبق گفته لافارگ معمولاً به ساعت‌های کار بیشتر تبدیل می‌شود که از نظر او فقط ساعت‌های برای بیشتر زحمت و مشقت است.

### برتراند راسل
کتاب برتراند راسل با عنوان در ستایش بطالت و چند جستار دیگر مجموعه ای از جستارها در پیرامون موضوعات جامعه‌شناسی و فلسفه است. راسل استدلال می‌کند که اگر بار کار به‌طور مساوی بین همه تقسیم شود، و در نتیجه ساعات کار کمتر شود، بیکاری از بین می‌رود. در نتیجه، شادی انسان نیز افزایش می‌یابد زیرا مردم می‌توانند از اوقات فراغت جدید خود لذت ببرند، و این اوقات فراغت باعث افزایش بیشتر علم و هنر می‌شود. راسل به عنوان مثال بیان می‌کند که «روش‌های مدرن تولید به ما امکان سهولت و امنیت را برای همه داده است؛ در عوض، ما انتخاب کرده‌ایم که برای برخی کار بیش از حد و برای برخی دیگر گرسنگی داشته باشیم. ما به همان اندازه قبل از اختراع ماشین‌ها پر انرژی بوده‌ایم و این در واقع نشان‌دهنده حماقت ماست.»

## دوران معاصر

### دیوید گریبر
انسان‌شناسی به نام دیوید گریبر کتابی با عنوان «bullshit jobs» یا «مشاغل مزخرف» نوشته است. مشاغل مزخرف مشاغلی هستند که بی‌معنی هستند و به هیچ چیز ارزشمندی کمک نمی‌کنند یا حتی به جامعه آسیب نمی‌رسانند. گریبر همچنین بیان می‌کند که مشاغل مزخرف اغلب درآمد خیلی بدی ندارند.
مشاغل مزخرف می‌توانند شامل وظایفی مانند موارد زیر در خود باشند:
- نظارت بر صندوق ورودی که ایمیل‌هایی را صرفاً برای کپی و جای‌گذاری آن‌ها در فرم دیگری دریافت کرده است.
- استخدام شدن برای مشغول به نظر رسیدن.
- کار با فشار دادن دکمه‌ها در آسانسور.
- کاری کنید که دیگران مهم به نظر برسند یا احساس اهمیت کنند.
- نقش‌هایی که صرفاً به این دلیل وجود دارند که سایر نهادها افراد را در همان نقش‌ها استخدام می‌کنند.
- کارمندانی که صرفاً مسائلی را حل می‌کنند که می‌توانند یک بار برای همیشه برطرف شوند یا به صورت خودکار از بین بروند.
- افرادی که استخدام می‌شوند تا مؤسسات بتوانند ادعا کنند که این افراد کاری را انجام می‌دهند اما در واقع درحال انجام کاری نیستند.
- مشاغلی که مهم‌ترین عمل در آن این است که در جای مناسب بنشینید: مانند کار در یک پذیرش و ایمیلی را به شخصی که وظیفه خواندن آنها را دارد ارسال کنید.[۲۷]

### فردریک لردون
در کتاب بردگان خود خواسته سرمایه: اسپینوزا و مارکس دربارهٔ میل، اقتصاددان و فیلسوف فرانسوی فردریک لردون به این فکر می‌کند که چرا مردم به تعویق انداختن یا حتی جایگزینی خواسته‌ها و اهداف خود با اهداف یک سازمان را می‌پذیرند. او می‌نویسد: «در نهایت بسیار عجیب است که مردم باید آنقدر «بپذیرند» که خود را در خدمت خواسته‌ای مشغول کنند که در اصل مال خودشان نیست.» لردون استدلال می‌کند که تسلیم کردن ارادهٔ خود از طریق تسخیر «میل و خواسته پایه» کارگران توسط سازمان‌ها رخ می‌دهد. این میل و خواسته پایه نوعی خواسته برای بقا است.
اما این تمایل کارگران برای همسو شدن با اهداف شرکت نه تنها به دلیل آنچه که می‌توان «مدیریت‌گرایی» نامید (روش‌هایی که شرکت از طریق دستمزد، قوانین و مزایا فردیت را انتخاب می‌کند) است، بلکه به دلیل روان و روان‌شناسی خود کارگر است که در آن کارگران تفکرهای دارای تنش خود را از هم جدا می‌کنند و به نوعی دفاع روانی می‌پردازند؛ بنابراین رضایت به کار خود مشکل ساز و دردسرساز می‌شود. همان‌طور که در عنوان کتاب لردون آمده است، کارگران «بردگان با اراده و میل خود» هستند.

### فرانکو براردی
فرانکو براردی ، متفکر خودمختارگرای ایتالیایی، در کتاب «روح در کار: از بیگانگی تا خودمختاری» پیشنهاد می‌کند که سرمایه‌داری خواسته‌های مدرن برای خودمختاری و استقلال را مهار کرده است.

### جورج آلیگر
در کتاب منتشر شده در سال ۲۰۲۲ میلادی با عنوان ضد کار: بررسی‌های روانشناختی در مورد حقایق، مشکلات و راه حل‌های آن، روان‌شناس کاری با نام جورج آلیگر پیشنهاد می‌کند که تفکر ضد کار را با پیشنهاد مجموعه ای از تقریباً ۲۰ گزاره که مشخصه این موضوع است، می‌توان نظام‌مند کرد. او از منابع بسیار متنوعی استفاده می‌کند. برخی از گزاره‌ها یا این اصول عبارتند از:
- کار نیازمند تسلیم‌شدن است و به روان انسان آسیب می‌رساند.
- این ایده که کار «خوب» است، پدیده‌ای مدرن و زیان آور است.
- جنبه‌های خسته‌کننده، کسل‌کننده و خردکننده مشخصه کار شامل بیشتر زمانی کاری می‌شود و در بسیاری از مشاغل و احتمالاً حتی همه آنها وجود دارد.
- کار (کاری مشخص) به دلیل عدم ارتباط صادقانه کارگران با سازمان و اهداف و نتایج آن به‌طور فردی باعث «ازخودبیگانگی اجتماعی» می‌شود و بی‌معنی است.[۳۲]

آلیگر در مورد هر گزاره بحثی ارائه می‌دهد و در نظر می‌گیرد که چگونه کارگران و همچنین روانشناسان می‌توانند به بهترین شکل به مشکلات و چالش‌های وجودی کار پاسخ دهند.

### گی دوبور
گی دوبور، یکی از بنیانگذاران بین‌الملل موقعیت‌گرا در فرانسه (که به الهام بخشیدن به شورش دانشجویی ۱۹۶۸ میلادی کمک کرد)، کتاب اثرگذار جامعه نمایش (La société du spectacle) را نوشت. او پیشنهاد کرد که از آنجایی که تمام فعالیت‌های واقعی، از جمله کار، در تولید نمایش استفاده شده است، حتی اگر اوقات فراغت در حال افزایش باشد، هیچ آزادی از کار وجود نخواهد داشت. یعنی از آنجایی که فراغت فقط می‌تواند فراغت در فعالیت‌های برنامه‌ریزی شده نمایش باشد، و از آنجایی که کار تنها به بازتولید آن نمایش کمک می‌کند، از کار در محدودهٔ نمایش نیز گریزی نیست. دوبور همچنین از شعار «هرگز کار نکن» استفاده کرد. او ابتدا این شعار را دیوارنگاری کرد و از این پس تأکید کرد که این شعار «نمی‌تواند صرفاً یک توصیه غیر ضروری، اضافی یا نالازم» باشد.

## اخلاق ضد کار

### تاریخچه

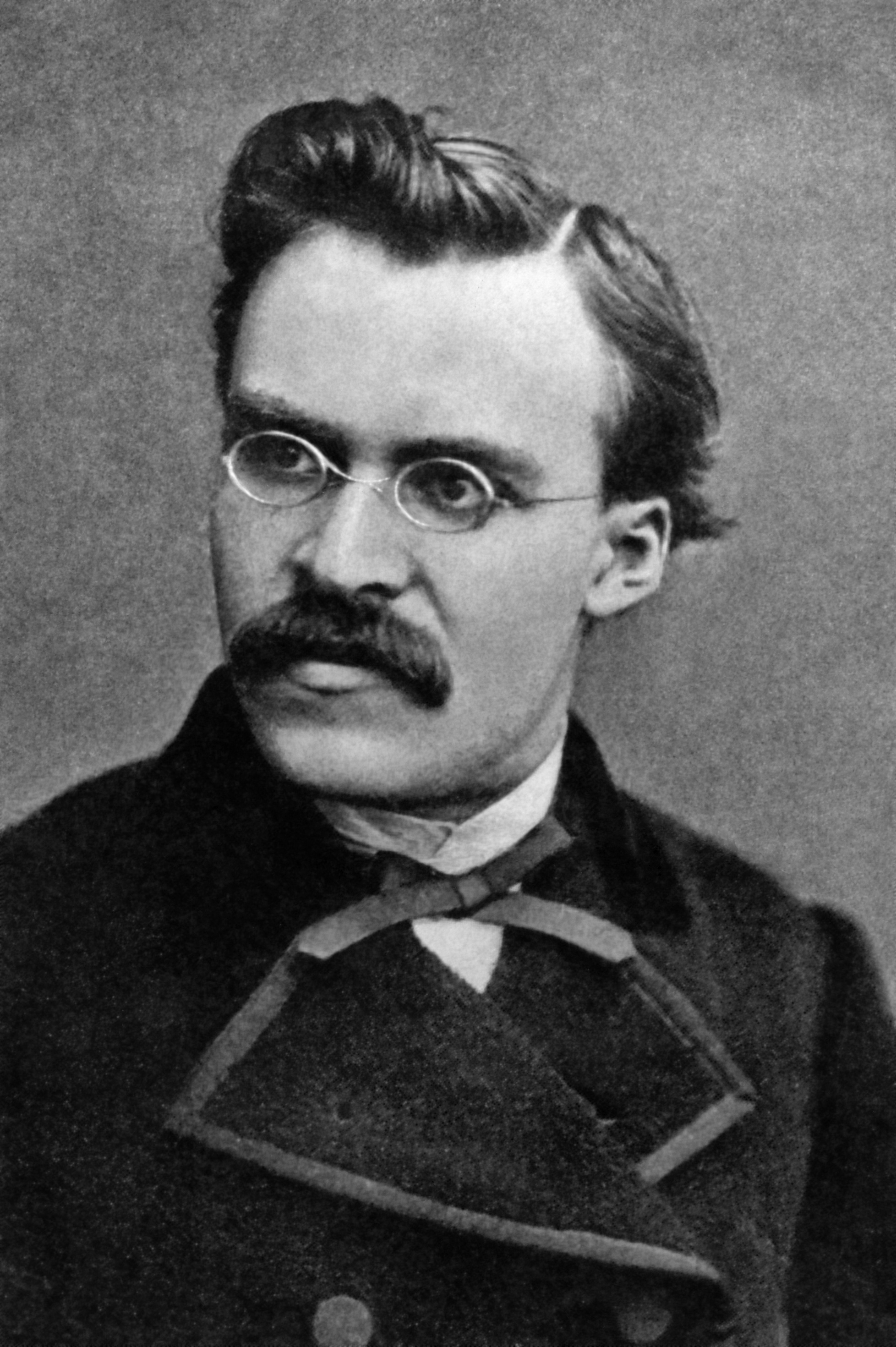
فریدریش نیچه

فریدریش نیچه وجدان کاری را رد می‌کرد و آن را به عنوان آسیبی برای رشد عقلی، رشد فردی و غیره می‌دانست.

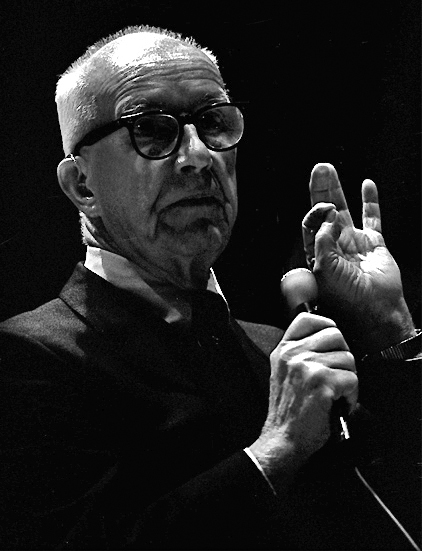
باکمینستر فولر

معمار، فیلسوف، طراح و آینده‌نگر آمریکایی، باکمینستر فولر، استدلال مشابهی با نیچه را ارائه می‌کرد و این تصور را که مردم باید عملاً مجبور شوند نیروی کار خود را بفروشند تا حق زندگی مناسب داشته باشند را رد می‌کرد.

### دوران معاصر
به ویژه در محافل آنارشیستی برخی معتقدند که کار در طول تاریخ به شدت خودبیگانه شده است و اساساً کار ناخوشایند و سنگین است و بنابراین نباید با ابزارهای اقتصادی یا سیاسی اجرا شود. در این زمینه، برخی خواستار معرفی یک درآمد پایه بدون قید و شرط یا هفته کاری کوتاهتر مانند هفته کاری ۴ روزه هستند.

### در رسانه‌ها
«The Idler» یک مجله بریتانیایی دوماهه است که به بررسی خصلت و ویژگی‌های «بطالت» اختصاص دارد. این مجله در سال ۱۹۹۳ میلادی و توسط تام هاجکینسون و گوین پرتور-پینی با هدف کاوش در راه‌های جایگزین کار و زندگی تأسیس شد.
بزرگ‌ترین انجمن سازمان یافته ضد کار انگلیسی زبان در اینترنت، ساب ردیت «r/antiwork»در شبکه اجتماعی ردیت با بیش از ۲ میلیون عضو (تا ژوئیه ۲۰۲۲ میلادی) می‌باشد. اعضای عضو این انجمن خود را با واژه انگلیسی «idlers» می‌نامند و خواهان «بیکاری برای همه و نه فقط پولداران!» هستند.

## در هنر
سرویس آزادی عمومی سوئد یک پروژه هنری مفهومی است که از سال ۲۰۱۴ در حال اجرا است و پیامی ضد کار را تبلیغ می‌کند. یکی از هنرمندان درگیر در رابطه با این پروژه استدلال کرد که «تغییرات در حدود ۲۰۰ سال گذشته همیشه تغییر در قدرت بوده است، در حالی که بنیان‌های اساسی برای ساخت جامعه تغییر نکرده است. ما تا حد زیادی در این باور غرق شده‌ایم که کار مزدی باید محوریت داشته باشد.»